# KAZZROCK
KAZZROCK（カズロック）は、日本のグラフィティアーティスト、グラフィックデザイナー。東京都出身。

## 経歴
1990年代前半に自身のスキルアップの為にアメリカ合衆国に渡る。帰国後、ストリートでの活動をしながら個展やCDジャケットのアートワーク、メーカーへのデザイン提供等を経て、1998年、自身のアパレルブランド「KAZZROCK ORIGINAL」を立ち上げる。翌年、自社「VANGUARD」を設立。同社代表取締役に就任する。
主な仕事は自社ブランドのグラフィックデザイン・他ブランドやメーカーへのデザイン提供・イベントでのライブペイント・店舗内装やミュージシャンのアートワーク。また、執筆活動やコミュニティ放送局のメインパーソナリティなど様々な分野での活動をしていたこともある。
2005年には全日本ロードレース選手権ST600クラスにメインスポンサーとして参加すると共に、「KAZZROCK RACING」として自身がデザインしたレース車輌、レーシングスーツ、ヘルメットと共にレースに参加した。
2020年4月からTBS系『プレバト!!』の「スプレーアートの才能査定ランキング」で査定を担当している。

## 作品
東京をはじめとした関東、全国、ロサンゼルスなど世界各地で数々の作品を残している。
- SHIBUYA-FM 「Mobstyles & KAZZROCK ORIGINAL produce COMIC RADIO」2007年-? 毎週月曜日23:00-23:58 Toshi-changと共に番組ホストを務める[4]。（SHIBUYA-FMは2013年7月廃止）
- バイクショップ「マルホランド」との協同プロジェクトにより製作されたスクーターがバイク専門誌「モトチャンプ」の表紙を飾る。
- 芸文社の車雑誌「L/S」にてコラム『DOG HOUSE』を連載。2007年1月号では、KAZZROCKデザインL/S限定ステッカーが付録として付いた。
- メディコム・トイ製作のベアブリック1000%・ワールドワイドツアーにアーティストとして参加。世界のアーティスト40名の1人に選ばれる。
- バラエティ番組『少年チャンプル』に出演。ホストを務めるDA PUMPにグラフィティアートを披露。同番組のスタジオ内の壁面アートを手掛け、DA PUMPの『Like This』のジャケットロゴワークを担当。
- TBS系『所萬遊記』に出演し、ホストを務める所ジョージの自宅ガレージ内にてグラフィティアートを披露。
- 2007年、横浜市桜木町の壁画アートのリニューアルイベント「桜木町ON THE WALL」にゲスト招致され、旧東急東横線の高架下壁面にグラフィティアートを描き下ろす。
- 韓国・ソウルで開催された「R-16 KOREA SPARKLING SEOUL 2007」にグラフィティアーティストの日本代表として参加。
- アメリカ・サンディエゴでスタートした大規模なダンスイベントの日本大会「Freestyle Session JAPAN」にゲスト参加。大会ポスターのデザインを手掛ける。
- チャリティートートバッグイベント「TOTE AS CANVAS」企画に参加[5]。
- 三栄書房「LOOP Magazine」創刊号よりコラム『STEAL THE SHOW』を連載[6]。
- チャリティー作品展「ピースプロジェクト展」に2008年の第1回より参加[7]。
- BRAHMANのアルバム『ETERNAL RECURRENCE』のジャケット、封入オリジナルステッカーのデザインを担当。
- 2019年、FENDIのイベント「FENDI CraFF」展でライブペインティングを行い、コロッセオのスプレーアートを披露[8]。